# Quận Accomack, Virginia
Quận Accomack (tiếng Anh: Accomack County, tên trước đây là Accomac Shire) là một quận Mỹ nằm trong Thịnh vượng chung Virginia. Theo điều tra dân số năm 2000, dân số quận là 38.305 người. Quận lỵ của nó là Accomac.
Quận Accomack và quận Northampton bao gồm bờ biển Đông của Virginia, một phần của bán đảo Delmarva.
Accomac Shire được thành lập năm 1634 làmột trong tám shires ban đầu của Virginia. Tên gọi của shire xuất phát từ bản địa Mỹ Accawmack, có nghĩa là "phía bên kia"  Năm 1642, Anh đã đổi tên thành Northampton, Để loại bỏ "ngoại đạo" tên trong Tân Thế giới. Northampton được tách thành hai quận trong năm 1663.